# 扎庫西利
51°10′9″N 28°56′51″E / 51.16917°N 28.94750°E
扎庫西利（烏克蘭語：Закусили），是烏克蘭北部的村莊，隸屬日托米爾州的科羅斯滕區。該村始建於1681年，面積1.3平方公里，海拔高度140米，2001年人口295，人口密度每平方公里227.62人。